# Crystal Eyes
Crystal Eyes – szwedzki zespół heavymetalowy założony wiosną 1992 roku. Wokalista, gitarzysta i autor piosenek - Mikael Dahl - jako jedyny był członkiem zespołu od chwili jego utworzenia. W 2009 ogłoszono, że wokalista Søren Nico Adamsen opuszcza grupę, a Mikael Dahl będzie w dalszym ciągu pełnił obowiązki wokalisty. W 2012, gitarzysta Paul Petterson odszedł z zespołu, a na jego miejsce zatrudniono Nicolasa Karlssona. 11 maja 2012 zespół świętował dwudziestą rocznicę powstania - z tej okazji zorganizowali koncert, na którym zagrali utwory z każdego dotychczas wydanego albumu.
W roku 2014 zespł wydał album Killer.

## Muzycy

### Obecny skład zespołu
- Mikael Dahl - gitara, instrumenty klawiszowe, śpiew (od 1992)
- Nicolas Karlsson - gitara (od 2012)
- Claes Wikander - gitara basowa (od 1997)
- Stefan Svantesson - perkusja (od 2001)

### Byli członkowie
- Søren Nico Adamsen - Wokal (2006–2009)
- Paul Petterson - Gitara (2006-2012)
- Jukka Kaupaamaa - Gitara (1995–1997)
- Jonathan Nyberg - Gitara (1997–2006)
- Christian Gunnarsson - Gitara basowa (1992–1993)
- Mikael Blohm - Gitara basowa (1993–1995)
- Kim Koivo - Gitara basowa (1995–1996)
- Marko Nicolaidis - Gitara basowa (1996–1997)
- Fredrik Gröndahl - Perkusja (1993–1994)
- Martin Tilander - Perkusja (1994–1995)
- Kujtim Gashi - Perkusja (1995–2001)

### Muzycy sesyjni
- Daniel Heiman - wokal (2005)

## Dyskografia

### Albumy studyjne
- World of Black and Silver (1999)
- In Silence they March (2000)
- Vengeance Descending (2003)
- Confessions of the Maker (2005)
- Dead City Dreaming (2006)
- Chained (2008)

### Dema
- Crystal Eyes (1994)
- The Shadowed Path (1996)
- The Final Sign (1997)
- The Dragon's Lair (1998)